# Штуц, Эдмонд де
Эдмонд де Штуц (нем. Edmond de Stoutz; 18 декабря 1920 — 28 января 1997) — швейцарский дирижёр.
Первоначально играл на виолончели в цюрихском Оркестре Тонхалле (в дальнейшем изредка выступал с ним как дирижёр, записал альбом с произведениями Бартока и Стравинского).
Основатель (1945) и до 1996 г. руководитель Цюрихского камерного оркестра. Особые отношения связывали де Штуца и его оркестр с Иегуди Менухиным, выбравшим цюрихских музыкантов как основной коллектив учреждённого им в 1957 году музыкального фестиваля в Гштааде. Вместе с Менухиным оркестр под управлением де Штуца исполнил, в частности, 9 сентября 1973 года премьеру «Полиптиха» — последнего произведения Франка Мартена, написанного специально для этого состава исполнителей. Среди других исполнителей, выступавших и записывавшихся с Цюрихским камерным оркестром времён де Штуца, — Артуро Бенедетти Микеланджели, Клаудио Аррау, Вильгельм Бакхаус, Морис Андре, Петер Лукас Граф, Андре Гертлер, Клаус Тунеманн, Андре Жоне, Андре Лардро.
В 1986 г. стал одним из первых лауреатов учреждённой Фондом Марка Риха Премии Дорона, присуждаемой за частные инициативы в области культуры и благотворительности.